# Bisbat de Ragusa
El bisbat de Ragusa (italià: diocesi di Ragusa; llatí: Dioecesis Ragusiensis) és una seu de l'Església catòlica, sufragània de l'arquebisbat de Siracusa, que pertany a la regió eclesiàstica Sicília. El 2004 tenia 188.953 batejats d'un total de 196.069 habitants. Actualment està regida pel bisbe Paolo Urso.

## Territori
La diòcesi comprèn 8 municipis de la província de Ragusa: Ragusa, Comiso, Vittoria, Santa Croce Camerina, Chiaramonte Gulfi, Monterosso Almo, Giarratana i Acate.
La seu episcopal es troba a la ciutat de Ragusa, on es troba la catedral de Sant Joan Baptista.
El territori està dividit en 71 parròquies.

## Història
La diòcesi va ser erigida el 6 de maig de 1950 mitjançant la butlla Ad dominicum gregem del Papa Pius XII, prenent territori de l'arquebisbat de Siracusa. Contextualment la diòcesi va ser unida aeque principaliter a l'arxidiòcesi de Siracusa; però la butlla preveia el nomenament d'un bisbe auxiliar amb residència a Ragusa.
Aquesta creació donava cos a un antic desig del clergat i el poble de Ragusa. El 9 de setembre de 1950 l'arquebisbe Ettore Baranzini prengué possessió oficialment de la nova diòcesi a la catedral de Sant Joan Baptista, en presència del cardenal Ernesto Ruffini, arquebisbe de Palerm, en qualitat de legat papal.
El 10 de novembre de 1951 s'instituí el capítol de la catedral mitjançant la butlla Ex antiqua Ecclesiae, mentre que el 1952 s'inaugurà el seminari diocesà.
El 16 de novembre de 1954, mitjançant el decret de la Congregació Consistorial la contrada San Giacomo va ser sostreta de la diòcesi de Noto i agregada a la seu de Ragusa.
L'1 d'octubre de 1955, mitjançant la butlla de Pius XII Quamquam est christianae, la diòcesi de Ragusa quedà separada de l'arxidiòcesi de Siracusa.

## Cronologia episcopal
- Ettore Baranzini † (6 de maig de 1950 – 1 d'octubre de 1955 dimití)
- Francesco Pennisi † (1 d'octubre de 1955 - 2 de febrer de 1974 retirat)
- Angelo Rizzo † (2 de febrer de 1974 - 16 de febrer de 2002 retirat)
- Paolo Urso, des del 16 de febrer de 2002

## Estadístiques
A finals del 2004, l'arxidiòcesi tenia 188.953 batejats sobre una població de 196.069 persones, equivalent al 96,4% del total.
| any  | població | població | població | sacerdots | sacerdots       | sacerdots       | sacerdots             | diaques | religiosos | religiosos | parroquies |
| ---- | -------- | -------- | -------- | --------- | --------------- | --------------- | --------------------- | ------- | ---------- | ---------- | ---------- |
| any  | batejats | total    | %        | total     | clergat secular | clergat regular | batejats por sacerdot | diaques | homes      | dones      |            |
| 1969 | 161.218  | 163.918  | 98,4     | 143       | 98              | 45              | 1.127                 |         | 49         | 340        | 44         |
| 1980 | 176.300  | 180.000  | 97,9     | 132       | 91              | 41              | 1.335                 |         | 48         | 371        | 56         |
| 1990 | 171.000  | 190.000  | 90,0     | 11        | 2               | 9               | 15.545                | 1       | 13         | 295        | 71         |
| 1999 | 165.000  | 180.000  | 91,7     | 104       | 95              | 9               | 1.586                 | 7       | 11         | 257        | 71         |
| 2000 | 165.000  | 180.000  | 91,7     | 109       | 100             | 9               | 1.513                 | 8       | 11         | 257        | 71         |
| 2001 | 165.000  | 180.000  | 91,7     | 108       | 99              | 9               | 1.527                 | 8       | 15         | 257        | 71         |
| 2002 | 165.000  | 180.000  | 91,7     | 112       | 103             | 9               | 1.473                 | 8       | 11         | 257        | 71         |
| 2003 | 184.839  | 191.000  | 96,8     | 135       | 106             | 29              | 1.369                 | 8       | 37         | 256        | 71         |
| 2004 | 188.953  | 196.069  | 96,4     | 133       | 102             | 31              | 1.420                 | 8       | 35         | 248        | 71         |